# Derinöz Çayı
Pour les articles homonymes, voir Derinöz.
Derinöz Çayı est une rivière turque coupée par le Barrage de Tatlarin dans la province de Nevşehir et un affluent du Kizilirmak. 

## Géographie
C'est un affluent sur la rive gauche du Kizilirmak.